# Projeto Montauk

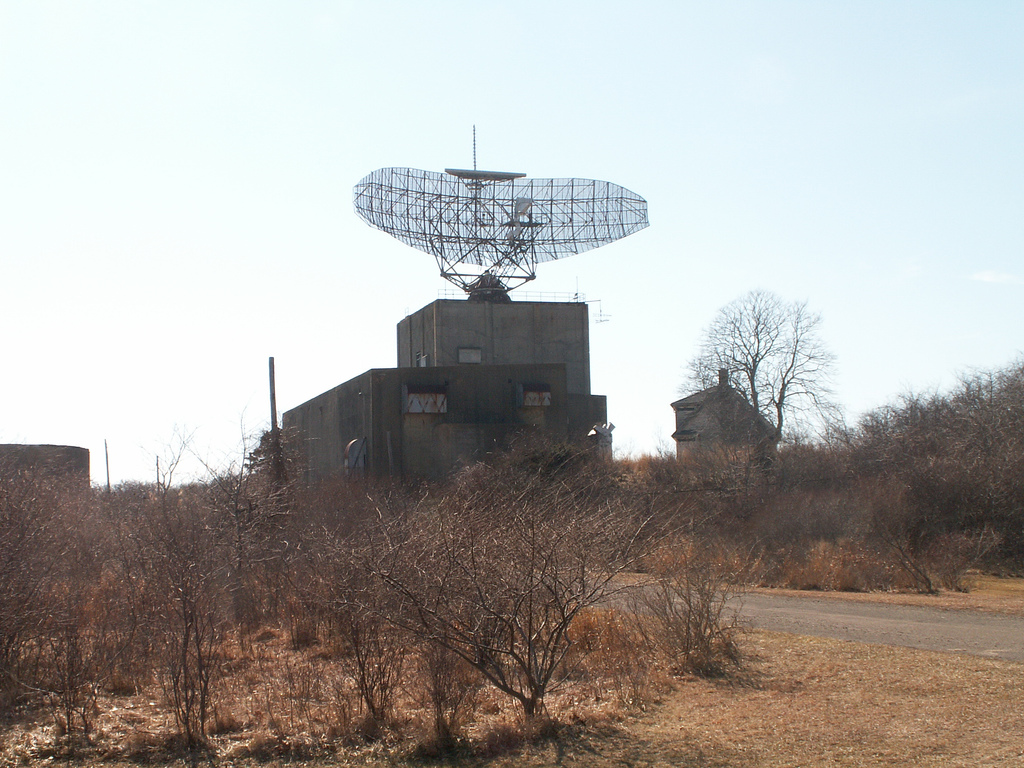
Seria no edifício da torre de radar AN/FPS-35 onde supostamente os experimentos teriam ocorrido.

O Projeto Montauk foi acusado de ser uma série de projetos secretos do governo dos Estados Unidos realizado em Camp Hero ou Air Force Station em Montauk, Long Island com a finalidade de desenvolver técnicas de guerra psicológica e investigações exóticas, incluindo a viagem no tempo e a viagem no hiperespaço. Neste projeto foram usadas várias pessoas como cobaias. Devido à falta de evidências para apoiar essas alegações, os críticos argumentam que o Projeto Montauk é uma teoria da conspiração ou apenas uma lenda urbana. Jacques Vallée  descreve as alegações do Projeto Montauk como uma consequência de histórias sobre o Experimento Filadélfia.

## Origem
Histórias sobre o projeto Montauk têm circulado desde o início dos anos 80. De acordo com o pesquisador de OVNIS, Jacques Vallée, as histórias de experiências de Montauk parecem ter se originado com o relato de um homem chamado Preston Nichols, que alegou ter recuperado memórias bloqueadas de seu próprio envolvimento no projeto. Nichols, nascido em 24 de maio de 1946 em Long Island, Nova York, afirma ter diplomas em parapsicologia, psicologia e engenharia elétrica. Nichols é autor de uma série de livros, conhecida como "Montauk Project series", escritos juntamente com Peter Moon. O principal tema do livro são alegações de atividades ilegais em Montauk, como experimentos militares conduzidos pelos Estados Unidos como de viagens no tempo, teletransporte, controle da mente, contato com vida alienígena e a encenação da aterrissagem dos tripulantes do Apollo 11 na Lua. Esses experimentos, como o Experimento Filadélfia e vários outros, culminam em "um buraco rasgado no espaço-tempo" em 1983.

## Participação de Nichols no Projeto Montauk
Algumas pessoas acreditam que Nichols realmente trabalhou no projeto de Montauk e que se recordou dos fatos que ocorreram através de uma recuperação de memórias bloqueadas de sua mente. A maioria das pessoas tratam o trabalho de Nichols como uma ficção.

## Na mídia
Em 2015, Montauk Chronicles, uma adaptação cinematográfica da conspiração de Preston Nichols, Al Bielik, e Stewart Swerdlow foi lançado na Internet, em DVD e em Blu-Ray. O filme ganhou o prêmio de melhor documentário no festival Philip K. Dick Film Festival, em Nova Iorque.
A Websérie televisiva da Netflix, Stranger Things, foi inspirada no Projeto Montauk, sendo Projeto Montauk o título provisório da Websérie.Há uma série sobre Montauk com nome de "Montauk: Projeto secreto" exibida pelo History.